# Domani è un altro film (seconda parte)
Domani è un altro film (seconda parte) è il secondo album in studio del gruppo musicale italiano Dear Jack, pubblicato l'11 febbraio 2015 dalla Baraonda Edizioni Musicali.

## Descrizione
Prodotto da Kekko Silvestre e da Diego Calvetti, è il seguito di Domani è un altro film (prima parte), pubblicato l'anno precedente, ed è composto da 17 brani, tra cui Il mondo esplode tranne noi, presentato dal gruppo durante la loro partecipazione al 65º Festival di Sanremo, e Breezin' Out the Door, utilizzato come sigla della terza stagione della serie televisiva Che Dio ci aiuti.
Dall'album sono stati estratti inoltre Eterna e Non importa di noi, entrati in rotazione radiofonica rispettivamente dal 16 marzo e dal 19 giugno 2015.
Si tratta inoltre dell'ultimo album inciso con il cantante Alessio Bernabei, il quale ha lasciato il gruppo nell'ottobre di quell'anno, facendo successivamente ritorno nel 2022.

## Tracce
1. L'amore è il mio destino – 3:25 (Cesare Chiodo, Bungaro, Alessio Bernabei)
2. Il mondo esplode tranne noi – 3:36 (Piero Romitelli, Davide Simonetta)
3. Ciao come stai – 3:39
4. Ora o mai più – 3:24
5. Eterna – 3:58 (Kekko Silvestre)
6. Ormai – 3:41
7. Le strade del mio tempo – 3:33 (Piero Romitelli, Emilio Munda)
8. Uno sbaglio insieme – 3:07
9. Sempre al tuo fianco – 3:12 (Roberto Casalino, Saverio Grandi)
10. Breezin' Out the Door – 3:04
11. Mai davvero – 3:56
12. Non importa di noi – 3:45
13. Contatto – 3:36
14. Quella di sempre – 3:45 (Roberto Casalino)
15. Ti lascerei così – 3:36 (Roberto Casalino)
16. Io che amo solo te – 3:24 – originariamente interpretata da Sergio Endrigo
17. Fino all'impossibile – 3:37 (Cesare Chiodo, Bungaro)

## Formazione
- Alessio Bernabei – voce
- Francesco Pierozzi – chitarra elettrica, chitarra acustica
- Lorenzo Cantarini – chitarra elettrica, voce
- Alessandro Presti – basso
- Riccardo Ruiu – batteria

## Classifiche
| Classifica (2015) | Posizione massima |
| ----------------- | ----------------- |
| Italia            | 2                 |